# Plaza Virtual
La plaza Virtual se encuentra en el municipio Girardot, en Maracay, estado Aragua, Venezuela. 
El parque está compuesto por un conjunto escultórico creado por el artista plástico venezolano J. J. Moros en 1999. Consiste en una serie de cubos y cilindros metálicos pintados en rojo y de diferentes tamaños, dispuestos sobre un área verde adyacente al edificio de la Alcaldía de Girardot y distanciados unos de otros. En marzo de 2000, la alcaldesa Estela Roca de Azuaje declaró este parque como patrimonio artístico de la ciudad.